# F/X2 イリュージョンの逆転
『F/X2 イリュージョンの逆転』（原題：F/X2 The Deadly Art Of Illusion）は1991年のアメリカ映画。1986年に公開された『F/X 引き裂かれたトリック』の続編。主演は前作に続きブライアン・ブラウンとブライアン・デネヒーのコンビ。

## あらすじ
恋人のキムとその連れ子のクリスと幸せな日々を送っていたロリーのもとに、キムの元夫であるマイクからおとり捜査の協力が求められる。
捜査が成功したかと思われた矢先、いきなり現れた第三者によってマイクが殺され、その人物もマイクの上司シラクに殺された。と思われていたが、ロリーは仕掛けていた隠しカメラから、シラクが凶器のカミソリをその人物の手に握らせていたことを突き止めていた。ロリーはマイクを殺した真犯人に襲われるも、私立探偵となったレオに助けられる。レオは知り合いの女刑事ベレスの協力を得て、マイクが見つけた未解決事件を調べる傍ら、ロリーはシラクの電話を盗聴する。そこで、20年前にバチカンからミケランジェロの純金メダルが盗まれたことと、ニーリーという密告屋の存在が浮上する。レオは知人の女性検事リズを通じて刑務所にいるニーリーに接触しようとするもうまくいかなかった。
その後、ロリーたち3人はなんとかしてマイクが遺したコンピュータ・ディスクを手に入れるも、ベレスがマフィアに襲われて死亡する。そうしているうちにニーリーは出獄してメダルを手に入れ、シラクと合流した後、売りつけるためにマフィアの邸宅へ行く。また、リズもシラク達と内通しており、マフィアの邸宅に来て早々
、同行していたレオに向けて発砲する。同じ場所に来ていたロリーがかく乱工作を展開する中、裏切りを画策していたニーリーは、考えを同じくしていた白國射殺される。また、先のディスクからリズの裏切りを知っていたレオは死んだふりをしており、すでに警察も呼んであった。
その後、このマフィアがメダルをバチカンに返却するつもりだったことが判明し、ロリーとレオが代わりに返却した。

## キャスト
| 役名                 | 俳優                     | 日本語吹替          | 日本語吹替                      |
| 役名                 | 俳優                     | VHS版               | テレビ東京版                    |
| -------------------- | ------------------------ | ------------------- | ------------------------------- |
| ロリー・タイラー     | ブライアン・ブラウン     | ささきいさお        | 小川真司                        |
| レオ・マッカーシー   | ブライアン・デネヒー     | 玄田哲章            | 石田太郎                        |
| キム・ブランドン     | レイチェル・ティコティン | 島本須美            | 一柳みる                        |
| リズ・ケネディ       | ジョアンナ・グリーソン   | 駒塚由衣            | 藤生聖子                        |
| レイ・シラク警部     | フィリップ・ボスコ       | 増岡弘              | 小島敏彦                        |
| マット・ニーリー     | ケヴィン・J・オコナー    | 辻谷耕史            | 平田広明                        |
| マイク・ブランドン   | トム・メイソン           | 江原正士            | 村田則男                        |
| クリス・ブランドン   | ドミニク・ザンプローナ   | 高山みなみ          | 近藤玲子                        |
| ベレス               | ジョシー・デ・ガズマン   | 勝生真沙子          | 金野恵子                        |
| ラド                 | ジョン・ウォルシュ       | 谷口節              | 檀臣幸                          |
| ベッカー             | ピーター・ボレツキー     | 仲木隆司            | 小関一                          |
| カイリー             | リサ・ファロン           | 安永沙都子          | 湯屋敦子                        |
| デマルコ             | リー・ブローカー         | 仲木隆司            | 伊井篤史                        |
| マッケイ             | フィリップ・エイキン     | 中村秀利            | 幹本雄之                        |
| サントーニ           | トニー・デ・サンティス   | 小野健一            | 筒井巧                          |
| チャンブリス         | ディー・マカフェルティ   | 沢木郁也            | 天田益男                        |
| ベス                 | カリー・ストーン         | 亀井芳子            | 松下亜紀                        |
| 弁護士               | ダミール・アンドレイ     | 有本欽隆            | 喜多川拓郎                      |
| 判事                 | カート・リース           | 塚田正昭            | 小島敏彦                        |
| 被告                 | チャールズ・アイヴィ     | 秋元羊介            | 大黒和広                        |
| 日本語版制作スタッフ |                          |                     |                                 |
| 演出                 |                          | 山田悦司            | 松川陸                          |
| 翻訳                 |                          | 木原たけし          | 徐賀世子                        |
| 調整                 |                          | 荒井孝              | 山田太平                        |
| 効果                 |                          | リレーション        | リレーション                    |
| 録音                 |                          | 東北新社            |                                 |
| プロデューサー       |                          | 吉岡美惠子 神部宗之 | 遠藤幸子 脇田勝                 |
| 担当                 |                          |                     | 菅原有美子                      |
| 解説                 |                          |                     | 木村奈保子                      |
| 制作協力             |                          |                     | 武市プロダクション              |
| 制作                 |                          |                     | テレビ東京 ムービーテレビジョン |
| 初回放送             |                          |                     | 1994年6月16日 『木曜洋画劇場』  |